# ایگور لاریونوف
ایگور نیکالایویچ لاریونوف (روسی: Игорь Николаевич Ларионов؛ زادهٔ ۳ دسامبر ۱۹۶۰) بازیکن هاکی روی یخ اهل روسیه بود.
وی همچنین برندهٔ جوایزی همچون تالار افتخارات هاکی و نشان دوستی شده‌است.
از باشگاه‌هایی که در آن بازی کرده‌است می‌توان به ونکوور کناکز اشاره کرد.